# Tabanus dorsonotatus
Tabanus dorsonotatus är en tvåvingeart som beskrevs av Macquart 1847. Tabanus dorsonotatus ingår i släktet Tabanus och familjen bromsar. Inga underarter finns listade i Catalogue of Life.